# 武吉哈逢
武吉哈逢，又译武吉甲逢、武吉哈蓬等，是位于马来西亚柔佛州麻坡县的一个城镇和巫金。武吉哈逢位于麻坡县最北端，城镇位于麻河旁。 

## 历史
武吉哈逢的马来语名称为“Bukit Kepong”，其中“bukit”意为山，“kepong”意为环绕，因当地群山环绕，故而得名。1887年，华人在港主制度下迁入开垦种植甘蜜与胡椒。武吉哈逢当时拥有两条港脚，名为六条港和七条港，港主分别是佘任发和陈自然。1895年设县长署和森林局，1950年代因铁矿业兴盛而繁荣，1960年代矿产枯竭后转向橡胶、油棕及养鸡业发展。

### 武吉哈逢事件

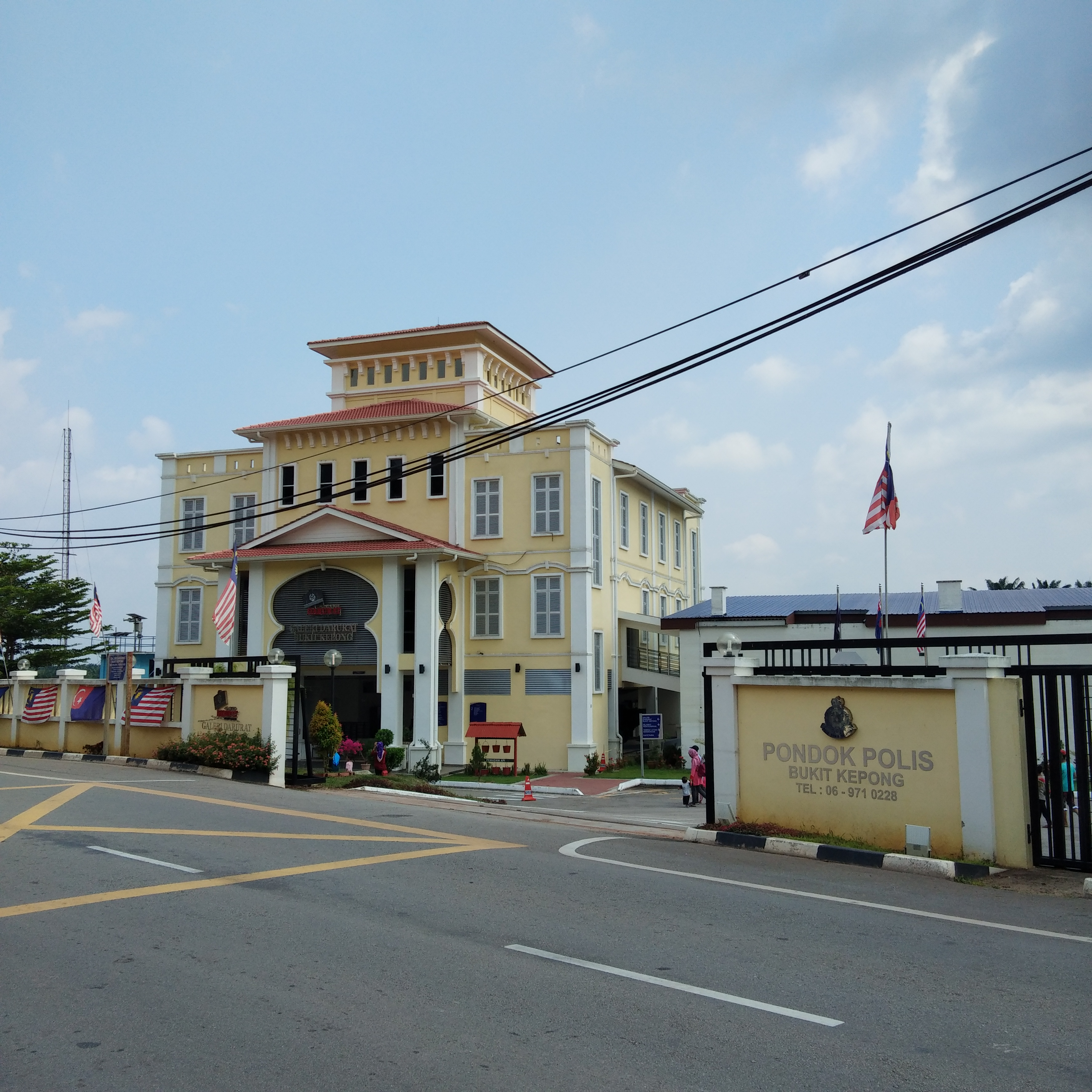
武吉哈逢警察局博物馆

1950年2月23日，约180名马共武装份子袭击武吉哈逢警察局，警方在碉堡坚守数小时后被攻入。事件造成14名警察、5名辅警、3名警察妻子、2名儿童、2名村民和40多名马共份子死亡。之后武吉哈逢警察局遗址改建为博物馆（Galeri Darurat Bukit Kepong），并增设展览馆展示相关历史资料、图片和实物。1981年马来语电影《甲洞山坡》（Bukit Kepong）亦以此事件为题材。

## 地理

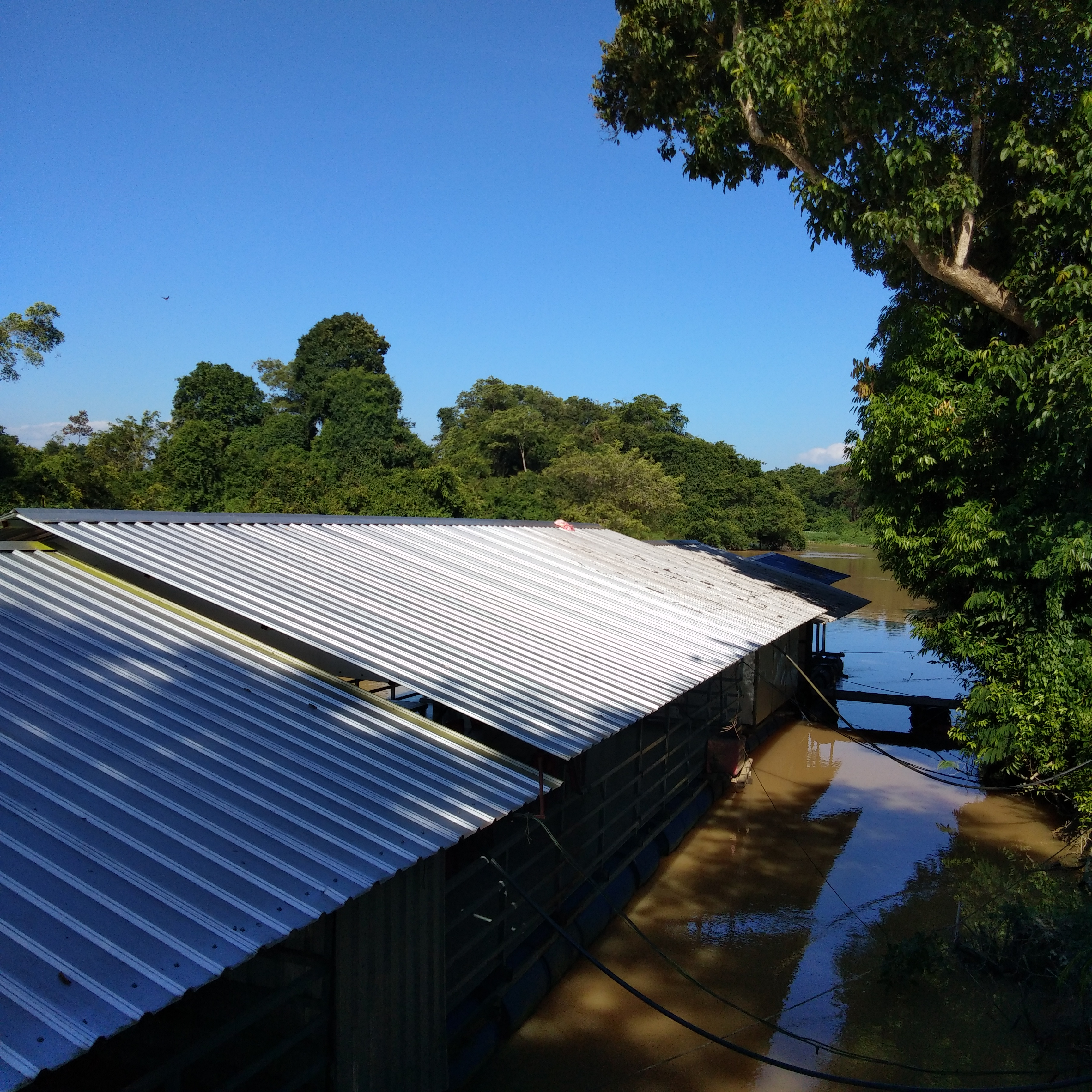
麻河水上餐厅

武吉哈逢巫金面积为256平方公里，人口为10,174人。麻河上的水上餐厅以银鲶鱼（马来语patin）菜肴而闻名。

## 教育
武吉哈逢有一所华文小学，即吉逢华小。
| 学校编号 | 地区     | 中文名称 | 马來文名称                  | 邮政编码 | 学生数量 （2022） | 坐标                                        |
| -------- | -------- | -------- | --------------------------- | -------- | ----------------- | ------------------------------------------- |
| JBC5028  | 武吉哈逢 | 吉逢华小 | SJK(C) Kepong, Bukit Kepong | 84030    | 72                | 2°20′45″N 102°49′49″E / 2.3457°N 102.8302°E |

## 宗教
- 凤山寺
- 天云宫
- 独门仙师坛

## 政治
武吉哈逢位于巴莪国会选区和同名的武吉哈逢州议席。现任州议员是来自土团党的沙鲁丁嘉马。